# Молочай сарептський
Молоча́й сарептський, молочай донський як Euphorbia tanaitica (Euphorbia sareptana) — вид трав'янистих рослин з родини молочайні (Euphorbiaceae).

## Опис
Багаторічна рослина 15–40 см заввишки. Листки 8–38 мм завдовжки, на верхівках виїмчасті (довжина більше ширини в 2–4 рази), голі або коротко бархатисто-пухнасті. Нижні листки довгасто-ланцетні, середні — довгасто-еліптичні до округлено-ромбічних, до основи клиноподібні, звужені в дуже короткий черешок, із загорнутими краями, верхівкова виїмка без вістря.

## Поширення
Поширений в Україні й південно-західній Росії.
В Україні вид зростає на степових схилах — рідко в сх. ч. Лісостепу і Степу, у Криму на Керченському півострові.